# Sly Williams
Sylvester Williams, detto Sly (New Haven, 26 gennaio 1958), è un ex cestista statunitense, professionista nella NBA.

## Carriera
Venne selezionato dai New York Knicks al primo giro del Draft NBA 1979 (21ª scelta assoluta).

## Palmarès
- NCAA AP All-America Third Team (1979)